# Saint-Sauveur-de-Montagut

Saint-Sauveur-de-Montagut este o comună în departamentul Ardèche din sud-estul Franței. În 1 ianuarie 2022 avea o populație de 1.112 de locuitori.